# Min synd, o Gud
Min synd, o Gud (eller Min synd, o Gud, mot dina bud) är en botpsalm från 1604, skriven av Martin Rutilius, möjligen bearbetad av honom 1613 och översatt till svenska av okänd 1673. I en upplaga av 1819 års psalmbok anges Johann Major ha bearbetat texten, vilket måste ha skett före hans död 1654. Anders Frostenson bearbetade 1980 psalmen till dagens tio verser.
Melodin är tryckt i As hymnodus sacer i Leipzig 1625 och bearbetad av Christoph Peter 1655 från moll till dur. Enligt 1986 års psalmbok och 1697 års koralbok används melodin till psalmen Vi tackar dig så hjärtelig (1695 nr 362, 1819 nr 431, 1986 nr 492) och 1819 till två andra psalmer (1819 nr 347 och 377). Enligt 1937 års psalmbok var melodin densamma som till två av dessa (1937 nr 431 och 507).
Psalmens första vers löd 1695:
Ach Gudh och Herr!
min synd ty wärr
Betwingar siäl och sinne
Slätt ingen man
som hielpa kan
I thenna werlden finnes
|  |
|  |

## Publicerad som
- Nr 253 i 1695 års psalmbok med titelraden "Ach Gudh och HErr! min synd ty wärr", under rubriken "Boot-Psalmer".
- Nr 187 i 1819 års psalmbok under rubriken "Nådens ordning: Omvändelsen: Ånger och tro (botpsalmer)".
- Nr 97 i Stockholms söndagsskolförenings sångbok 1882 med verserna 7-10, under rubriken "Psalmer".
- Nr 281 i Sionstoner 1935 under rubriken "Nådens ordning: Väckelse och omvändelse".
- Nr 283 i 1937 års psalmbok under rubriken "Bättring och omvändelse".
- Nr 544 i Den svenska psalmboken 1986 under rubriken "Skuld - förlåtelse".
- Nr 334 i Lova Herren 1987 under rubriken "Frälsningens mottagande genom tron".